# Alberto Ascari
Alberto Ascari, italijanski dirkač Formule 1, * 13. julij 1918, Milano, Italija, † 26. maj 1955, Monza, Italija. 
Alberto Ascari je pokojni dirkač Formule 1, dvakratni zaporedni svetovni prvak v sezonah 1952, 1953. Bil je eden prvih zvezd Formule 1 in Ferrarija, prvi dvakratni prvak, je eden le dveh italijanskih svetovnih prvakov in zadnji italijanski prvak Formule 1.

## Pred Formulo 1
Alberto Ascari se je rodil 13. julija 1918 v Milanu. Je sin Antonia Ascarija, dirkača Alfe Romeo dvajsetih let, ki se je ob vodstvu na dirki za Veliko nagrado Francije v sezoni 1925 smrtno ponesrečil. Kljub temu se je Alberto odločil za dirkaško kariero, ki je jo začel na motociklih, nadaljeval v prvenstvu športnih dirkalnikov, nato pa se posvetil le Formuli 1.

## Kariera Formule 1
Po koncu druge svetovne vojne je Alberto Ascari začel z nastopanjem na Velikih nagradah v Maseratiju. Njegov moštveni kolega Luigi Villoresi je kmalu postal njegov mentor in velik prijatelj. V sezoni 1946 je FIA vpeljala pravila Formule 1 s ciljem, da bi sčasoma spremenila predvojni način dirkanja. Prvo pomembnejšo zmago je dosegel v sezoni 1948, ko je zmagal na dirki za Veliko nagrado Sanrema, na dirki za Veliko nagrado Velike Britanije pa je bil drugi. Še večje uspehe pa je dosegal, ko je pred sezoni 1949 skupaj z Villoresijem prestopil v Ferrari, ko je v sezoni dosegel tri zmage na Velikih nagradah Švice in Italije ter dirki BRDC International Trophy.
V prvi sezoni 1950 novoustanovljenega prvenstva Formule 1 je s Ferrarijem, za katerega sta dirkala še Villoresi in Raymond Sommer, na svoji prvi dirki prvenstva za Veliko nagrado Monaka zasedel drugo mesto, ob še enem petem mestu je drugo mesto dosegel tudi na domači dirki za Veliko nagrado Italije, kjer je dirkal skupaj z Dorinom Serafinijem. Skupno je zasedel peto mesto v dirkaškem prvenstvu z enajstimi točkami. V naslednji sezoni 1951 je po dveh zaporednih drugih mestih na dirki za Veliko nagrado Nemčije dosegel svojo prvo prvenstveno zmago, kar je ponovil že na naslednji in domači dirki za Veliko nagrado Italije, kar mu je skupno prineslo drugo mesto v dirkaškem prvenstvu s petindvajsetimi točkami, šestimi manj od prvaka Juana Manuela Fangia.
V sezoni 1952 je spustil prvo dirko sezone za Veliko nagrado Švice, je pa nastopil na dirki Indianapolis 500, za katero mu je Enzo Ferrari zaradi dobrih rezultatov pripravil dirkalnik. Čeprav se je njegova dirka končala z odstopom po štiridesetih krogih, pa je Ascari edini evropski dirkač, ki je v enajstih letih, ko je dirka štela za prvenstvo Formule 1, nastopil na njej. To pa je bila tudi edina dirka v sezoni, na kateri Ascari ni zmagal, saj je prav vseh ostalih šest dirk dobil, pet z najboljšega štartnega položaja, s čimer je z veliko prednostjo osvojil naslov prvaka. Od največ možnih šestintrideset točk, jih je Ascari osvojil 35,5, pol točke je izgubil, ker si je na eni izmed dirk delil čas najhitrejšega kroga in si moral tako razdeliti točko, ki so jo takrat podeljevali za najhitrejši krog.
Tudi sezono 1953 je začel zelo uspešno s tremi zaporednimi zmagami na Velikih nagradah Argentine, Nizozemske in Belgije. Na preostalih petih dirkah sezone je dosegel še dve zmagi na Velikih nagradah Velike Britanije in Švice, eno četrto mesto, dvakrat pa je ostal brez točk, ob tem pa je postavil še tri najhitrejše kroge. Skupno mu je to prineslo drugi zaporedni naslov prvaka s 34,5 točke, 6,5 točke pred Juanom Manuelom Fangiem.
V sezoni 1954 se mu na štirih dirkah ni uspelo uvrstiti med dobitnike točk, dobil je le 1,14 točke za dva najhitrejša kroga, na Veliki nagradi Velike Britanije si je najhitrejši krog delilo kar sedem dirkačev, tako da je vsak dobil po eno sedmino točke ali 0,14 točke. V sezoni 1955 je nastopil na prvih dveh dirkah sezone in obakrat odstopil.

## Smrtna nesreča
Na dirki za Veliko nagrado Monaka je odstopil s spektakularno nesrečo, ko je zgrešil šikano in zgrmel v morje. Sicer so ga rešili in izgledalo je, da jo je odnesel brez posledic, toda nekateri mislijo, da se je ravno zaradi posledic te nesreče le teden kasneje na testiranjih športnega dirkalnika v Monzi smrtno ponesrečil. V bistvu je le gledal prijatelja Eugenia Castellottija, toda tik preden se je odpravil domov na kosilo, je želel narediti nekaj krogov s Ferrarijem. V običajni obleki in Castellottijevi usnjeni čeladi se je podal na stezo. Ko je zapeljal iz hitrega ovinka v tretjem krogu je dirkalnik nenadoma zaneslo, obrnilo na nos in nekajkrat zavrtelo. Ascarija je pri tem vrglo iz dirkalnika na stezo, poškodbam je podlegel le nekaj minut kasneje.
Nesreča se je pripetila v ovinku Curva di Vialone, enem od hitrih in zahtevnih ovinkov steze. Ovinek več ne obstaja, na tistem mestu je danes šikana, ki v njegovo čast nosi ime Varianta Ascari.
Legenda pravi, da je bil Ascari zelo vraževeren, zato je vedno dirkal s svojo modro čelado. Na dan njegove smrtni je bila ta čelada v popravilu po nesreči na Veliki nagrado Monaka nekaj dni pred tem, zato si je sposodil Castellottijevo čelado.
Podobnosti med smrtnima nesrečama Alberto in njegovega očeta Antonia še vedno razburjajo domišljijo njegovih navijačev. Alberto Ascari je umrl 26. maja 1955 v starosti 36-ih let, tudi Antonio Ascari je bil star 36 let, ko se je 26. julija 1925 smrtno ponesrečil, Alberto je bil le štiri dni starejši. Oba sta v karieri zmagala na trinajstih prvenstvenih dirkah in dirkala z dirkalnikom s številko 26. Prav tako sta se oba smrtno ponesrečila na izhodu iz hitrega levega ovinka in sta za sabo zapustila ženi z dvema otrokoma. Alberto Ascari je pokopan na Milanskem pokopališču ob svojem očetu.

## Popolni rezultati Formule 1
(legenda) (odebeljene dirke pomenijo najboljši štartni položaj, poševne pa najhitrejši krog, †-uvrščen kljub odstopu)
| Leto | Moštvo                    | Šasija          | Motor               | 1       | 2       | 3     | 4       | 5      | 6       | 7     | 8       | 9       | Prv | Toč         |
| ---- | ------------------------- | --------------- | ------------------- | ------- | ------- | ----- | ------- | ------ | ------- | ----- | ------- | ------- | --- | ----------- |
| 1950 | Scuderia Ferrari          | Ferrari 125     | Ferrari V12         | VB      | MON 2   | 500   | ŠVI Ret |        | FRA DNS |       |         |         | 5.  | 11          |
| 1950 | Scuderia Ferrari          | Ferrari 125/275 | Ferrari V12         |         |         |       |         | BEL 5  |         |       |         |         | 5.  | 11          |
| 1950 | Scuderia Ferrari          | Ferrari 375     | Ferrari V12         |         |         |       |         |        |         | ITA 2 |         |         | 5.  | 11          |
| 1951 | Scuderia Ferrari          | Ferrari 375     | Ferrari V12         | ŠVI 6   | 500     | BEL 2 | FRA 2   | VB Ret | NEM 1   | ITA 1 | ŠPA 4   |         | 2.  | 25 (28)     |
| 1952 | Scuderia Ferrari          | Ferrari 375     | Ferrari V12         |         | 500 Ret |       |         |        |         |       |         |         | 1.  | 36 (53.5)   |
| 1952 | Scuderia Ferrari          | Ferrari 500     | Ferrari Straight-4  | ŠVI     |         | BEL 1 | FRA 1   | VB 1   | NEM 1   | NIZ 1 | ITA 1   |         | 1.  | 36 (53.5)   |
| 1953 | Scuderia Ferrari          | Ferrari 500     | Ferrari Straight-4  | ARG 1   | 500     | NIZ 1 | BEL 1   | FRA 4  | VB 1    | NEM 8 | ŠVI 1   | ITA Ret | 1.  | 34.5 (46.5) |
| 1954 | Officine Alfieri Maserati | Maserati 250F   | Maserati Straight-6 | ARG     | 500     | BEL   | FRA Ret | VB Ret | NEM     | ŠVI   |         |         | 25. | 1.14        |
| 1954 | Scuderia Ferrari          | Ferrari 625     | Ferrari Straight-4  |         |         |       |         |        |         |       | ITA Ret |         | 25. | 1.14        |
| 1954 | Scuderia Lancia           | Lancia D50      | Lancia V8           |         |         |       |         |        |         |       |         | ŠPA Ret | 25. | 1.14        |
| 1955 | Scuderia Lancia           | Lancia D50      | Lancia V8           | ARG Ret | MON Ret | 500   | BEL     | NIZ    | VB      | ITA   |         |         | -   | 0           |

## Rekordi v Formuli 1
- V sezoni 1952 je Ascari postavil najhitrejše kroge na šestih zaporednih dirkah, kar je še vedno rekord v Formuli 1, najbolj se mu je približal Michael Schumacher s petimi v sezoni 2004.
- V sezonah 1953 in 1954 je Ascari dosegel sedem zaporednih zmag, kar je do sedaj izenačil le Michael Schumacher v sezoni 2004. Če pa ne štejemo dirke Indianapolis 500 1953, kjer velika večina evropskih dirkačev ni dirkala, je Ascari dosegel devet zaporednih zmag.